# Williston (Südafrika)
Williston (ursprünglich Amandelboom) ist ein Ort in der südafrikanischen Provinz Nordkap. Er ist Verwaltungssitz der Gemeinde Karoo Hoogland im Distrikt Namakwa.

## Geographie
Williston hat 3368 Einwohner (Stand 2011). Rund 84 Prozent der Einwohner zählten sich 2011 zu den Coloureds (eigentlich Nama) 96 Prozent gaben Afrikaans als hauptsächlich verwendete Sprache an. Der Ort liegt nahe dem Sak River in einer relativ flachen Umgebung mit einigen Hügel, darunter den Singing Hills, auf denen gelegentlich gesungen wird. Das Klima ist arid.

## Geschichte
1768 pflanzte Johan Abraham Nel einen Mandelbaum. Dort gründete die Rheinische Missionsgesellschaft unter Johann Heinrich Lutz eine Missionsstation, um die sich ab 1845 der Amandelboom genannte Ort bildete. 1881 erhielt der Ort Gemeindestatus, 1919 wurde er nach Oberst Hampden Willis benannt, einem damaligen Kolonialbeamten. Der Schriftzug Amandelboom steht in großen Buchstaben auf einem Hang im Osten der Stadt.

## Wirtschaft und Verkehr
Williston verfügt über die Gesundheitsstation Williston Clinic.
Williston liegt an der R63, die von Calvinia im Westen nach Carnarvon im Osten führt, sowie an der R353, die Brandvlei im Nordnordwesten mit Fraserburg im Südosten verbindet. Ferner liegt die Stadt an der Bahnstrecke von Hutchinson (bei Victoria West) nach Calvinia, die im Güterverkehr bedient wird.
Im Südosten der Stadt befindet sich der Williston Airport (ICAO-Code FAWL).

## Sehenswürdigkeiten
Ein Museum zeigt Exponate des Ortes und der Umgebung. Im Zentrum steht ein Kirchengebäude der Niederländisch-reformierten Kirche. Die Kirche der Missionsstation ist erhalten.